# إيمي برينمان
ايمي برينمان (بالإنجليزية: Amy Brenneman)‏ من مواليد 22 يونيو 1964 هي ممثلة وكاتبة ومنتجة أمريكية. صعدت للشهرة من خلال مسلسل NYPD Blue (من 1993 إلى 1994). لاحقاً ظهرت أفلام عديدة مثل حرارة وو دايلايت ثم شاركت في سنة 2000 بفيلم نادي جين أوستن للقراءة.
هي حالياً تجسد دور «لوري غارفي» في مسلسل الباقون على قناة هوم بوكس أوفيس

## الأعمال
- حرارة
- دايلايت
- 88 دقيقة
- كاسبر